# Amphipsylla schelkovnikovi
Amphipsylla schelkovnikovi är en loppart som beskrevs av Wagner 1909. Amphipsylla schelkovnikovi ingår i släktet Amphipsylla och familjen smågnagarloppor. Inga underarter finns listade i Catalogue of Life.